# نیهون بوسان
نیهون بوسان (انگلیسی: Nihon Bussan) شرکت بازی ویدئویی ژاپنی است، که در سال ۱۹۷۰ تأسیس شد.